# 3. deild Wysp Owczych
3. deild (far. 3. liga) – czwarta w hierarchii klasa rozgrywek piłkarskich mężczyzn na Wyspach Owczych, terytorium zależnym Królestwa Danii na Morzu Norweskim, który posiada odrębny status w ramach organizacji futbolowych, takich jak FIFA i UEFA. Cyklicznie, co roku, rozgrywa tam swoje mecze kilkanaście drużyn z całego archipelagu, z których dwie najlepsze awansują do 2. deild. Sezon, podobnie jak w kilku innych krajach skandynawskich odbywa się w ciągu jednego roku i nie dzieli się na fazy zimową i letnią, ze względu na trudne warunki pogodowe zimą.
Pierwsze rozgrywki odbyły się w roku 1980. Zwycięzcą pierwszego sezonu został drugi skład klubu VB Vágur.